# Deutsche Biographie
La Deutsche Biographie (DB), literalmente «biografía alemana» es un diccionario biográfico al que se puede acceder libremente como una base de datos en línea. Su período de información abarca desde la Edad Media hasta el presente. El objetivo de la Deutsche Biographie es proporcionar «conocimientos estructurados de expertos léxicos con información sobre […] personalidades del área cultural de habla alemana».
La base de datos se fundó en 2001 como un «Registro Digital» para la Allgemeine Deutsche Biographie y la Neue Deutsche Biographie (NDB). Desde 2010, se ha expandido sucesivamente a partir del sistema central de información histórico-biográfico de los países de habla alemana.
La Deutsche Biographie contiene «información válida sobre más de 730 000 personas».

## Historia

### Fundación

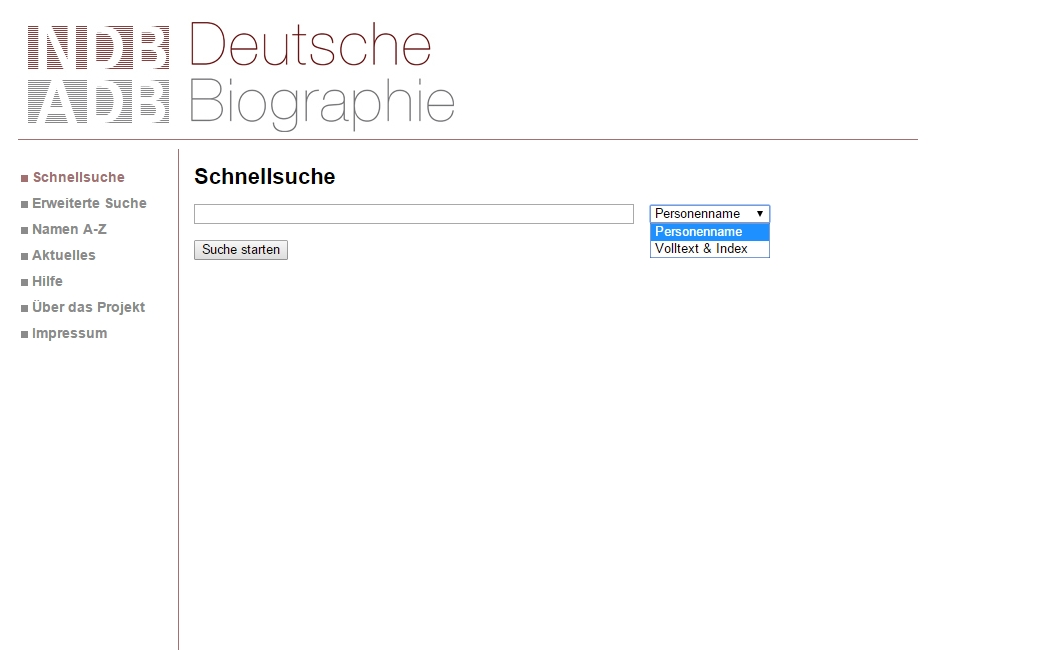
El «Registro ADB/NDB» (2012).

La Deutsche Biographie parte de las dos obras previas realizadas por la Comisión de Historia en la Academia de Ciencias de Baviera (Historische Kommission bei der Bayerischen Akademie der Wissenschaften) y la Biblioteca Estatal de Baviera (Bayerische Staatsbibliothek, BSB):
- Allgemeine Deutsche Biographie (ADB), 1875–1912 (56 volúmenes con aproximadamente 26 500 artículos)
- Neue Deutsche Biographie (NDB), desde 1953. (28 volúmenes; los volúmenes 1–26 contienen unos 22 300 artículos)[1]

La Deutsche Biographie se fundó en agosto de 2001 como un «Registro digital“ (Registro ADB/NDB). El contenido de la base de datos fue manejado por la oficina editorial de NDB y el Centro de Digitalización de Munich (Münchener Digitalisierungszentrum, MDZ) para la interfaz web. En mayo de 2003 siguió la Biografía General Alemana Electrónica (Elektronische Allgemeine Deutsche Biographie, E-ADB), que se basó en las páginas escaneadas de la ADB.